# The Way Up to Heaven
The Way Up to Heaven (deutsch Der Weg in den Himmel) ist eine makabre Kurzgeschichte von Roald Dahl. Sie wurde am 27. Februar 1954 ursprünglich in der Zeitschrift The New Yorker veröffentlicht.

## Inhalt
Herr und Frau Foster sind ein reifes, wohlhabendes Ehepaar, das in New York lebt. Frau Foster hat in letzter Zeit den Verdacht, dass ihr Mann ihre pathologische Angst, einen Zug oder ein Flugzeug zu verpassen, absichtlich noch verschlimmert. Sie wird ständig von ihrem Mann Eugene genervt, der es sich zur Gewohnheit macht, mit dem Verlassen des Hauses zu warten, bis die sprichwörtliche letzte Sekunde bereits verstrichen ist.
Frau Foster bereitet sich auf eine sechswöchige Reise nach Paris vor (nachdem sie ihren Mann wochenlang überredet hat, sie gehen zu lassen), wo ihre Tochter mit ihrer Familie (darunter drei Enkelkinder, die sie noch nie gesehen hat) wohnt. Nachdem er seine Frau einige Zeit ängstlich hat warten lassen, steigt Herr Foster schließlich zu ihr ins Auto. Als sie zum Flughafen gefahren werden, stellt Frau Foster fest, dass ihr Flug trotz großer Verspätung wegen dichten Nebels vorübergehend auf den nächsten Tag verschoben wird. Frau Foster beschließt, sich für die Nacht ein Zimmer in der Nähe des Flughafens zu nehmen, aber ihr Mann besteht darauf, dass sie nach Hause kommt.
Als sie am nächsten Tag versucht, ohne ihren Mann zum Flughafen zu fahren, spitzen sich die Dinge schließlich zu. Nach den üblichen Sticheleien gegen die empfindliche Psyche seiner Frau und der Forderung, ihn zu seinem Club zu fahren (der in der entgegengesetzten Richtung des Flughafens liegt und somit die Fahrt zum Flughafen noch komplizierter macht), versucht Herr Foster seine Frau ein letztes Mal zu täuschen, indem er behauptet, er habe versehentlich ein Geschenk für ihre Tochter im Haus vergessen. Herr Foster besteht darauf, selbst nach dem Geschenk zu suchen und geht zurück ins Haus. Während ihr Mann vorgibt, das sechsstöckige Haus zu durchsuchen, findet Frau Foster das Geschenk an der Seite eines der Autositze und kann nicht umhin zu bemerken, dass es fest und „tief verkeilt war, wie mit Hilfe einer schiebenden Hand“. Frau Foster beeilt sich, ihren Mann so schnell wie möglich zurückzuholen, hört aber eine Reihe nicht näher bezeichneter Geräusche aus dem Inneren ihres Hauses und hat einen plötzlichen Sinneswandel.
Frau Foster steigt wieder ins Auto und verlangt zur Überraschung des Fahrers, sofort zum Flughafen gefahren zu werden, mit der Begründung, ihr Mann werde das verstehen und stattdessen ein Taxi zum Club nehmen. Sie genießt ihre Zeit in Paris, trifft und lernt ihre Enkelkinder kennen und schreibt ihrem Mann wöchentlich, wie versprochen. Der Besuch endet und Frau Foster fliegt zurück nach New York. Bei ihrer Ankunft am Flughafen stellt sie fest, dass ihr Mann kein Auto geschickt hat, um sie abzuholen. Zu Hause angekommen, geht sie hinein und bemerkt einen großen Stapel Post unter dem Briefkasten sowie einen seltsamen Geruch. Sie dreht eine schnelle Runde durch den ersten Stock und ruft, scheinbar zufrieden, die Aufzugsfirma an, um den offensichtlich defekten Aufzug des Hauses zu melden. Die Geschichte endet damit, dass Frau Foster auf die Ankunft des Aufzugsreparateurs wartet.

## Verfilmungen
The Way Up to Heaven wurde 1958 in einer Episode von Alfred Hitchcocks Fernsehserie Suspicion (Staffel 1, Episode 29) und anschließend in einer Episode von Tales of the Unexpected (Staffel 1, Episode 9) aus dem Jahr 1979 dramatisiert. In der Episode Tales of the Unexpected wird das Haus der Fosters nach Hampstead verlegt und Herr Foster wird zu einem Briten, aber Frau Foster wird als US-amerikanische Auswanderin (gespielt von Julie Harris) dargestellt, die mit dem Flugzeug nach New York zurückkehrt.